# Michaił Potocki
Michaił Władimirowicz Potocki, ros. Михаил Владимирович Потоцкий (ur. ?, zm. 7 lutego 1982 r. w Lakewood) – rosyjski wojskowy (podporucznik), młodszy oficer Rosyjskiego Korpusu Ochronnego, a następnie Rosyjskiej Armii Wyzwoleńczej podczas II wojny światowej, emigracyjny publicysta i działacz kombatancki.
Ukończył korpus kadetów w Połtawie. W lipcu 1919 r. wstąpił do 2 Szwadronu 12 Achtyrskiego Pułku Huzarów wojsk Białych. W 1920 r. uczył się w krymskim korpusie kadetów. W listopadzie 1920 r. ewakuował się z Krymu do Gallipoli. Na emigracji zamieszkał w Królestwie SHS. Ukończył odtworzony krymski korpus kadetów, a następnie nikołajewską szkołę kawaleryjską. Został kornetem 12 Achtyrskiego Pułku Huzarów. Po zajęciu Jugosławii przez wojska niemieckie w kwietniu 1941 r., wstąpił do nowo formowanego Rosyjskiego Korpusu Ochronnego. Następnie przeszedł do Rosyjskiej Armii Wyzwoleńczej (ROA). Po zakończeniu wojny wyemigrował do USA. Był autorem publikacji z zakresu matematyki pt. "Аналитическая геометрия на плоскости" (1959) i "Что изучает проективная геометрия: Пособие для учащихся 8-10-х кл." (1982). W swoim domu zorganizował muzeum 12 Achtyrskiego Pułku Huzarów.